# Phare d'Arnarstapi
Le phare d'Arnarstapi est un phare d'Islande. Il est situé à Arnarstapi, dans la région de Vesturland.